# Лю Шаоан
Лю Шаоан (угор. Liu Shaoang, кит.: 刘少昂) — угорський шорт-трековик, спеціаліст з бігу на короткій доріжці, олімпійський чемпіон, призер чемпіонатів світу та Європи. 
Золоту олімпійську медаль та звання олімпійського чемпіона Лю Шаоан виборов на Пхьончханській олімпіаді 2018 року  разом із товаришами з угорської команди в естафеті на 5000 м. 
Старший брат Шаоана Лю Шаолінь теж входив до звитяжної угорської команди на Олімпіаді.

## Олімпійські ігри
| Рік  | Місто                     | 500 метрів | 1000 метрів | 1500 метрів | Е | ЗЕ  |
| ---- | ------------------------- | ---------- | ----------- | ----------- | - | --- |
| 2018 | Пхьончхан, Південна Корея | 19         | PEN         | 20          | 1 | Н/Д |
| 2022 | Пекін, Китай              | 1          | 3           | 4           |   | 3   |

## Зовнішні посилання
- Досьє на сайті Міжнародного союзу ковзанярів [Архівовано 21 січня 2021 у Wayback Machine.]

## Виноски
1. ↑  https://444.hu/2023/01/24/mar-decemberben-megkaptak-a-kinai-allampolgarsagot-a-liu-testverek
2. 1 2 3  https://www.shorttrack.swisstiming.com/Entries.aspx?evt=11213100000124
3. 1 2  https://www.olympedia.org/athletes/137351
4. ↑  https://isu.org/docman-documents-links/isu-files/event-documents/short-track-2/2023-24-4/world-cups-26/announcements-156/32192-isu-world-cup-short-track-speed-skating-montreal-18-10-2023-entries/file
5. ↑  https://shorttrackonline.info/athletes.php?country=FRA
6. ↑  Men's 5000 metre relay results. Архів оригіналу за 16 грудня 2019. Процитовано 30 квітня 2018.